# 19a Divisió (Exèrcit Popular de la República)
La 19a Divisió va ser una de les divisions de l'Exèrcit Popular de la República que es van organitzar durant la Guerra Civil espanyola sobre la base de les Brigades Mixtes. Va estar desplegada en els fronts Còrdova, Llevant i Extremadura.

## Historial
La unitat va ser creada el 3 d'abril de 1937, després de la desaparició de l'antic sector de Còrdova.
La 19a Divisió, que va quedar composta per les brigades mixtes 73a, 74a i 88a, va quedar sota el comandament del tinent coronel d'artilleria Joaquín Pérez Salas. Tenia la seva caserna general a Pozoblanco, i cobria el front comprès entre els rius Zújar i Yeguas. A partir de juny de 1937 la unitat va quedar assignada al VIII Cos d'Exèrcit.
Al febrer de 1938 la 19a Divisió va ser enviada al front de Terol com a unitat de reforç davant la contraofensiva franquista, quedant integrada en el XXI Cos d'Exèrcit. Posteriorment va passar a quedar sota jurisdicció del XXII Cos d'Exèrcit, prenent part en la campanya de Llevant. Algun temps després seria enviada a Extremadura com a reforç de les unitats republicanes desplegades en aquest sector, quedant afecta al VII Cos d'Exèrcit.
El gener de 1939 va estar present en la batalla de Peñarroya, inicialment com a força de reserva.

## Comandaments
Comandants
- tinent coronel d'artilleria Joaquín Pérez-Salas García;
- comandant d'artilleria José Cifuentes del Rey;[4]
- major de milícies José Recalde Vela;[9]
- major de milícies Juan Martínez Lignac;[10]

Comissari
- Manuel Castro Molina, del PSOE;[11][1]
- José Gallardo Moreno, del PCE;[12]

Caps d'Estat Major
- comandant d'artilleria José Cifuentes del Rey;[13]
- comandant d'infanteria Francisco Furió Hurtado;[14]
- tinent de milícies Antonio Pérez Olmedo;

## Ordre de batalla
| Data             | Cos d'Exèrcit adscrit | Brigades Mixtes integrades  | Front de batalla |
| ---------------- | --------------------- | --------------------------- | ---------------- |
| Juny de 1937     | VIII Cos d'Exèrcit    | 73a, 74a i 88a              | Córdoba          |
| Desembre de 1937 | VIII Cos d'Exèrcit    | 52a, 88a i 114a             | Córdoba          |
| Febrer de 1938   | XXII Cos d'Exèrcit    | 52a, 73a i 74a              | Terol            |
| Juny de 1938     | XXI Cos d'Exèrcit     | 6a, 58a i 16è Grup d'Assalt | Llevant          |